# Deutschland Tour 2023
Die Deutschland Tour 2023 war ein Etappenrennen im Straßenradsport der Männer. Der Wettbewerb war Teil der UCI ProSeries und wurde von der Gesellschaft zur Förderung des Radsports mbH (GFR), einer Tochtergesellschaft der A.S.O., organisiert.
Die fünf Etappen wurden vom 23. bis 27. August 2023 ausgetragen. Startort war das saarländische St. Wendel, das Ziel in Bremen. Wie im Vorjahr bestand das Rennen aus einem Prolog zu Beginn, gefolgt von vier regulären Etappen. Die Strecke wurde Ende April 2023 bekannt gegeben.
Gesamtsieger wurde der Belgier Ilan Van Wilder, der durch seinen Sieg auf der ersten Etappe die Führung übernahm und auch die Nachwuchswertung gewann.

## Teilnehmer

### Teams
| WorldTeams (10)- Alpecin-Deceuninck - Bahrain Victorious - Bora-Hansgrohe - Ineos Grenadiers - Intermarché-Circus-Wanty - Lidl-Trek - Movistar Team - Soudal Quick-Step - Team DSM-Firmenich - UAE Team Emirates ProTeams (6)- Israel-Premier Tech - Lotto Dstny - Q36.5 Pro Cycling Team - TotalEnergies - Tudor Pro Cycling Team - Uno-X Pro Cycling Team Continental Teams (4)- 2023 Bik - P&S Benotti - Rad-Net Oßwald - Saris Rouvy Sauerland Team |
| |

### Fahrer
| UAE Team Emirates UAD | UAE Team Emirates UAD              | UAE Team Emirates UAD |
| --------------------- | ---------------------------------- | --------------------- |
| Nr.                   | Fahrer                             | Platz                 |
| 1                     | Pascal Ackermann (GER)             | 69.                   |
| 2                     | George Bennett (NZL)               | 40.                   |
| 3                     | Felix Großschartner (AUT)          | 2.                    |
| 4                     | Vegard Stake Laengen (NOR)         | 41.                   |
| 5                     | Brandon McNulty (USA) (Zeitfahren) | 12.                   |
| 6                     | Diego Ulissi (ITA)                 | 14.                   |

| Bahrain Victorious TBV | Bahrain Victorious TBV  | Bahrain Victorious TBV |
| ---------------------- | ----------------------- | ---------------------- |
| Nr.                    | Fahrer                  | Platz                  |
| 11                     | Pello Bilbao (ESP)      | 11.                    |
| 12                     | Yukiya Arashiro (JPN)   | 82.                    |
| 13                     | Nikias Arndt (GER)      | 34.                    |
| 14                     | Phil Bauhaus (GER)      | 67.                    |
| 15                     | Rainer Kepplinger (AUT) | 32.                    |
| 16                     | Cameron Scott (AUS)     | 95.                    |

| Movistar Team MOV | Movistar Team MOV                | Movistar Team MOV |
| ----------------- | -------------------------------- | ----------------- |
| Nr.               | Fahrer                           | Platz             |
| 21                | Alex Aranburu (ESP)              | 5.                |
| 22                | Abner González (PUR)             | 50.               |
| 23                | Juri Hollmann (GER)              | 27.               |
| 24                | Gregor Mühlberger (AUT) (Straße) | 37.               |
| 25                | Sergio Samitier (ESP)            | DNF-1             |
| 26                | Iván Sosa (COL)                  | 59.               |

| Bora-Hansgrohe BOH | Bora-Hansgrohe BOH                | Bora-Hansgrohe BOH |
| ------------------ | --------------------------------- | ------------------ |
| Nr.                | Fahrer                            | Platz              |
| 31                 | Nils Politt (GER) (Zeitfahren)    | 9.                 |
| 32                 | Sam Bennett (IRL)                 | 61.                |
| 33                 | Patrick Gamper (AUT) (Zeitfahren) | 38.                |
| 34                 | Marco Haller (AUT)                | 29.                |
| 35                 | Maximilian Schachmann (GER)       | 35.                |
| 36                 | Danny van Poppel (NED)            | 3.                 |

| Lidl-Trek LTK | Lidl-Trek LTK                             | Lidl-Trek LTK |
| ------------- | ----------------------------------------- | ------------- |
| Nr.           | Fahrer                                    | Platz         |
| 41            | Mads Pedersen (DEN)                       | 77.           |
| 42            | Nils Aebersold (SUI)                      | 79.           |
| 43            | Dario Cataldo (ITA)                       | 102.          |
| 44            | Alex Kirsch (LUX) (Straße und Zeitfahren) | 21.           |
| 45            | Natnael Tesfatsion (ERI)                  | 30.           |
| 46            | Mathias Vacek (CZE) (Straße)              | 13.           |

| Soudal Quick-Step SOQ | Soudal Quick-Step SOQ | Soudal Quick-Step SOQ |
| --------------------- | --------------------- | --------------------- |
| Nr.                   | Fahrer                | Platz                 |
| 51                    | Dries Devenyns (BEL)  | 45.                   |
| 52                    | Mauro Schmid (SUI)    | 57.                   |
| 53                    | Jannik Steimle (GER)  | 62.                   |
| 54                    | Martin Svrček (SVK)   | 47.                   |
| 55                    | Ilan Van Wilder (BEL) | 1.                    |
| 56                    | Ethan Vernon (GBR)    | 53.                   |

| Israel-Premier Tech IPT | Israel-Premier Tech IPT | Israel-Premier Tech IPT |
| ----------------------- | ----------------------- | ----------------------- |
| Nr.                     | Fahrer                  | Platz                   |
| 61                      | Simon Clarke (AUS)      | 68.                     |
| 62                      | Jakob Fuglsang (DEN)    | 25.                     |
| 63                      | Mason Hollyman (GBR)    | 56.                     |
| 64                      | Nick Schultz (AUS)      | 31.                     |
| 65                      | Dylan Teuns (BEL)       | 10.                     |
| 66                      | Rick Zabel (GER)        | 73.                     |

| Lotto Dstny LTD | Lotto Dstny LTD           | Lotto Dstny LTD |
| --------------- | ------------------------- | --------------- |
| Nr.             | Fahrer                    | Platz           |
| 71              | Mathijs Paasschens (NED)  | 36.             |
| 72              | Arjen Livyns (BEL)        | DNS-2           |
| 73              | Michael Schwarzmann (GER) | 80.             |
| 74              | Rüdiger Selig (GER)       | 97.             |
| 75              | Harry Sweeny (AUS)        | DNS-2           |
| 76              | Harm Vanhoucke (BEL)      | 72.             |

| Ineos Grenadiers IGD | Ineos Grenadiers IGD   | Ineos Grenadiers IGD |
| -------------------- | ---------------------- | -------------------- |
| Nr.                  | Fahrer                 | Platz                |
| 81                   | Ethan Hayter (GBR)     | 81.                  |
| 82                   | Salvatore Puccio (ITA) | 70.                  |
| 83                   | Brandon Rivera (COL)   | 46.                  |
| 84                   | Luke Rowe (GBR)        | 84.                  |
| 85                   | Pavel Sivakov (FRA)    | 4.                   |

| Intermarché-Circus-Wanty ICW | Intermarché-Circus-Wanty ICW | Intermarché-Circus-Wanty ICW |
| ---------------------------- | ---------------------------- | ---------------------------- |
| Nr.                          | Fahrer                       | Platz                        |
| 91                           | Georg Zimmermann (GER)       | 17.                          |
| 92                           | Lilian Calmejane (FRA)       | 15.                          |
| 93                           | Laurens Huys (BEL)           | 48.                          |
| 94                           | Madis Mihkels (EST)          | 44.                          |
| 95                           | Simone Petilli (ITA)         | DNF-2                        |
| 96                           | Adrien Petit (FRA)           | 78.                          |

| Uno-X Pro Cycling Team UXT | Uno-X Pro Cycling Team UXT       | Uno-X Pro Cycling Team UXT |
| -------------------------- | -------------------------------- | -------------------------- |
| Nr.                        | Fahrer                           | Platz                      |
| 101                        | Alexander Kristoff (NOR)         | DNS-1                      |
| 102                        | Jonas Abrahamsen (NOR)           | 42.                        |
| 103                        | Anders Halland Johannessen (NOR) | 39.                        |
| 104                        | Jacob Hindsgaul (DEN)            | 92.                        |
| 105                        | Erik Nordsæter Resell (NOR)      | DNS-2                      |
| 106                        | Rasmus Tiller (NOR)              | 7.                         |

| Alpecin-Deceuninck ADC | Alpecin-Deceuninck ADC  | Alpecin-Deceuninck ADC |
| ---------------------- | ----------------------- | ---------------------- |
| Nr.                    | Fahrer                  | Platz                  |
| 111                    | Quinten Hermans (BEL)   | 8.                     |
| 112                    | Nicola Conci (ITA)      | 28.                    |
| 113                    | Michael Gogl (AUT)      | 51.                    |
| 114                    | Timo Kielich (BEL)      | DNS-3                  |
| 115                    | Alexander Krieger (GER) | DNS-4                  |
| 116                    | Oscar Riesebeek (NED)   | 76.                    |

| Team DSM-Firmenich DSM | Team DSM-Firmenich DSM        | Team DSM-Firmenich DSM |
| ---------------------- | ----------------------------- | ---------------------- |
| Nr.                    | Fahrer                        | Platz                  |
| 121                    | Florian Stork (GER)           | 19.                    |
| 122                    | Patrick Eddy (AUS)            | DNS-4                  |
| 123                    | Jonas Iversby Hvideberg (NOR) | 60.                    |
| 124                    | Marius Mayrhofer (GER)        | 52.                    |
| 125                    | Frank van den Broek (NED)     | 16.                    |
| 126                    | Kevin Vermaerke (USA)         | 6.                     |

| TotalEnergies TEN | TotalEnergies TEN        | TotalEnergies TEN |
| ----------------- | ------------------------ | ----------------- |
| Nr.               | Fahrer                   | Platz             |
| 131               | Mathieu Burgaudeau (FRA) | 18.               |
| 132               | Fabien Grellier (FRA)    | 55.               |
| 133               | Émilien Jeannière (FRA)  | 49.               |
| 134               | Julien Simon (FRA)       | 33.               |
| 135               | Anthony Turgis (FRA)     | 43.               |
| 136               | Mattéo Vercher (FRA)     | 24.               |

| Tudor Pro Cycling Team TUD | Tudor Pro Cycling Team TUD  | Tudor Pro Cycling Team TUD |
| -------------------------- | --------------------------- | -------------------------- |
| Nr.                        | Fahrer                      | Platz                      |
| 141                        | Arvid de Kleijn (NED)       | 93.                        |
| 142                        | Nils Brun (SUI)             | 54.                        |
| 143                        | Miká Heming (GER)           | 64.                        |
| 144                        | Rick Pluimers (NED)         | 26.                        |
| 145                        | Sébastien Reichenbach (SUI) | 20.                        |
| 146                        | Maikel Zijlaard (NED)       | 94.                        |

| Q36.5 Pro Cycling Team Q36 | Q36.5 Pro Cycling Team Q36       | Q36.5 Pro Cycling Team Q36 |
| -------------------------- | -------------------------------- | -------------------------- |
| Nr.                        | Fahrer                           | Platz                      |
| 151                        | Gianluca Brambilla (ITA)         | 23.                        |
| 152                        | Corey Davis (USA)                | 74.                        |
| 153                        | Matteo Moschetti (ITA)           | 96.                        |
| 154                        | Nicolò Parisini (ITA)            | 71.                        |
| 155                        | Antonio Puppio (ITA)             | 103.                       |
| 156                        | Nickolas Zukowsky (CAN) (Straße) | DNS-3                      |

| Saris Rouvy Sauerland Team SVL | Saris Rouvy Sauerland Team SVL | Saris Rouvy Sauerland Team SVL |
| ------------------------------ | ------------------------------ | ------------------------------ |
| Nr.                            | Fahrer                         | Platz                          |
| 161                            | Dominik Bauer (GER)            | 107.                           |
| 162                            | Julian Borresch (GER)          | 83.                            |
| 163                            | Silas Köch (GER)               | 91.                            |
| 164                            | Jonathan Rottmann (GER)        | 104.                           |
| 165                            | Jan-Marc Temmen (GER)          | 89.                            |
| 166                            | Lennart Voege (GER)            | 88.                            |

| Bike Aid BAI | Bike Aid BAI             | Bike Aid BAI |
| ------------ | ------------------------ | ------------ |
| Nr.          | Fahrer                   | Platz        |
| 171          | Dawit Yemane (ERI)       | 65.          |
| 172          | Vinzent Dorn (GER)       | 22.          |
| 173          | Pirmin Eisenbarth (GER)  | 99.          |
| 174          | Oliver Mattheis (GER)    | 63.          |
| 175          | Philip Meiser (GER)      | 101.         |
| 176          | Jasper Levi Pahlke (GER) | 106.         |

| P&S Benotti PUS | P&S Benotti PUS        | P&S Benotti PUS |
| --------------- | ---------------------- | --------------- |
| Nr.             | Fahrer                 | Platz           |
| 181             | Tobias Nolde (GER)     | 85.             |
| 183             | Albert Gathemann (GER) | 100.            |
| 184             | Jannis Peter (GER)     | 58.             |
| 185             | Dominik Röber (GER)    | 66.             |
| 186             | Luke Wilk (GER)        | 87.             |

| Rad-Net Oßwald RNO | Rad-Net Oßwald RNO        | Rad-Net Oßwald RNO |
| ------------------ | ------------------------- | ------------------ |
| Nr.                | Fahrer                    | Platz              |
| 191                | Vincent John (GER)        | 86.                |
| 192                | Tobias Buck-Gramcko (GER) | 108.               |
| 193                | Moritz Czasa (GER)        | 105.               |
| 194                | Philipp Gebhardt (GER)    | DNF-4              |
| 195                | Luca Martin (GER)         | 90.                |
| 196                | Theo Reinhardt (GER)      | 98.                |

| UAE Team Emirates UAD | UAE Team Emirates UAD              | UAE Team Emirates UAD |
| --------------------- | ---------------------------------- | --------------------- |
| Nr.                   | Fahrer                             | Platz                 |
| 1                     | Pascal Ackermann (GER)             | 69.                   |
| 2                     | George Bennett (NZL)               | 40.                   |
| 3                     | Felix Großschartner (AUT)          | 2.                    |
| 4                     | Vegard Stake Laengen (NOR)         | 41.                   |
| 5                     | Brandon McNulty (USA) (Zeitfahren) | 12.                   |
| 6                     | Diego Ulissi (ITA)                 | 14.                   |

| Bahrain Victorious TBV | Bahrain Victorious TBV  | Bahrain Victorious TBV |
| ---------------------- | ----------------------- | ---------------------- |
| Nr.                    | Fahrer                  | Platz                  |
| 11                     | Pello Bilbao (ESP)      | 11.                    |
| 12                     | Yukiya Arashiro (JPN)   | 82.                    |
| 13                     | Nikias Arndt (GER)      | 34.                    |
| 14                     | Phil Bauhaus (GER)      | 67.                    |
| 15                     | Rainer Kepplinger (AUT) | 32.                    |
| 16                     | Cameron Scott (AUS)     | 95.                    |

| Movistar Team MOV | Movistar Team MOV                | Movistar Team MOV |
| ----------------- | -------------------------------- | ----------------- |
| Nr.               | Fahrer                           | Platz             |
| 21                | Alex Aranburu (ESP)              | 5.                |
| 22                | Abner González (PUR)             | 50.               |
| 23                | Juri Hollmann (GER)              | 27.               |
| 24                | Gregor Mühlberger (AUT) (Straße) | 37.               |
| 25                | Sergio Samitier (ESP)            | DNF-1             |
| 26                | Iván Sosa (COL)                  | 59.               |

| Bora-Hansgrohe BOH | Bora-Hansgrohe BOH                | Bora-Hansgrohe BOH |
| ------------------ | --------------------------------- | ------------------ |
| Nr.                | Fahrer                            | Platz              |
| 31                 | Nils Politt (GER) (Zeitfahren)    | 9.                 |
| 32                 | Sam Bennett (IRL)                 | 61.                |
| 33                 | Patrick Gamper (AUT) (Zeitfahren) | 38.                |
| 34                 | Marco Haller (AUT)                | 29.                |
| 35                 | Maximilian Schachmann (GER)       | 35.                |
| 36                 | Danny van Poppel (NED)            | 3.                 |

| Lidl-Trek LTK | Lidl-Trek LTK                             | Lidl-Trek LTK |
| ------------- | ----------------------------------------- | ------------- |
| Nr.           | Fahrer                                    | Platz         |
| 41            | Mads Pedersen (DEN)                       | 77.           |
| 42            | Nils Aebersold (SUI)                      | 79.           |
| 43            | Dario Cataldo (ITA)                       | 102.          |
| 44            | Alex Kirsch (LUX) (Straße und Zeitfahren) | 21.           |
| 45            | Natnael Tesfatsion (ERI)                  | 30.           |
| 46            | Mathias Vacek (CZE) (Straße)              | 13.           |

| Soudal Quick-Step SOQ | Soudal Quick-Step SOQ | Soudal Quick-Step SOQ |
| --------------------- | --------------------- | --------------------- |
| Nr.                   | Fahrer                | Platz                 |
| 51                    | Dries Devenyns (BEL)  | 45.                   |
| 52                    | Mauro Schmid (SUI)    | 57.                   |
| 53                    | Jannik Steimle (GER)  | 62.                   |
| 54                    | Martin Svrček (SVK)   | 47.                   |
| 55                    | Ilan Van Wilder (BEL) | 1.                    |
| 56                    | Ethan Vernon (GBR)    | 53.                   |

| Israel-Premier Tech IPT | Israel-Premier Tech IPT | Israel-Premier Tech IPT |
| ----------------------- | ----------------------- | ----------------------- |
| Nr.                     | Fahrer                  | Platz                   |
| 61                      | Simon Clarke (AUS)      | 68.                     |
| 62                      | Jakob Fuglsang (DEN)    | 25.                     |
| 63                      | Mason Hollyman (GBR)    | 56.                     |
| 64                      | Nick Schultz (AUS)      | 31.                     |
| 65                      | Dylan Teuns (BEL)       | 10.                     |
| 66                      | Rick Zabel (GER)        | 73.                     |

| Lotto Dstny LTD | Lotto Dstny LTD           | Lotto Dstny LTD |
| --------------- | ------------------------- | --------------- |
| Nr.             | Fahrer                    | Platz           |
| 71              | Mathijs Paasschens (NED)  | 36.             |
| 72              | Arjen Livyns (BEL)        | DNS-2           |
| 73              | Michael Schwarzmann (GER) | 80.             |
| 74              | Rüdiger Selig (GER)       | 97.             |
| 75              | Harry Sweeny (AUS)        | DNS-2           |
| 76              | Harm Vanhoucke (BEL)      | 72.             |

| Ineos Grenadiers IGD | Ineos Grenadiers IGD   | Ineos Grenadiers IGD |
| -------------------- | ---------------------- | -------------------- |
| Nr.                  | Fahrer                 | Platz                |
| 81                   | Ethan Hayter (GBR)     | 81.                  |
| 82                   | Salvatore Puccio (ITA) | 70.                  |
| 83                   | Brandon Rivera (COL)   | 46.                  |
| 84                   | Luke Rowe (GBR)        | 84.                  |
| 85                   | Pavel Sivakov (FRA)    | 4.                   |

| Intermarché-Circus-Wanty ICW | Intermarché-Circus-Wanty ICW | Intermarché-Circus-Wanty ICW |
| ---------------------------- | ---------------------------- | ---------------------------- |
| Nr.                          | Fahrer                       | Platz                        |
| 91                           | Georg Zimmermann (GER)       | 17.                          |
| 92                           | Lilian Calmejane (FRA)       | 15.                          |
| 93                           | Laurens Huys (BEL)           | 48.                          |
| 94                           | Madis Mihkels (EST)          | 44.                          |
| 95                           | Simone Petilli (ITA)         | DNF-2                        |
| 96                           | Adrien Petit (FRA)           | 78.                          |

| Uno-X Pro Cycling Team UXT | Uno-X Pro Cycling Team UXT       | Uno-X Pro Cycling Team UXT |
| -------------------------- | -------------------------------- | -------------------------- |
| Nr.                        | Fahrer                           | Platz                      |
| 101                        | Alexander Kristoff (NOR)         | DNS-1                      |
| 102                        | Jonas Abrahamsen (NOR)           | 42.                        |
| 103                        | Anders Halland Johannessen (NOR) | 39.                        |
| 104                        | Jacob Hindsgaul (DEN)            | 92.                        |
| 105                        | Erik Nordsæter Resell (NOR)      | DNS-2                      |
| 106                        | Rasmus Tiller (NOR)              | 7.                         |

| Alpecin-Deceuninck ADC | Alpecin-Deceuninck ADC  | Alpecin-Deceuninck ADC |
| ---------------------- | ----------------------- | ---------------------- |
| Nr.                    | Fahrer                  | Platz                  |
| 111                    | Quinten Hermans (BEL)   | 8.                     |
| 112                    | Nicola Conci (ITA)      | 28.                    |
| 113                    | Michael Gogl (AUT)      | 51.                    |
| 114                    | Timo Kielich (BEL)      | DNS-3                  |
| 115                    | Alexander Krieger (GER) | DNS-4                  |
| 116                    | Oscar Riesebeek (NED)   | 76.                    |

| Team DSM-Firmenich DSM | Team DSM-Firmenich DSM        | Team DSM-Firmenich DSM |
| ---------------------- | ----------------------------- | ---------------------- |
| Nr.                    | Fahrer                        | Platz                  |
| 121                    | Florian Stork (GER)           | 19.                    |
| 122                    | Patrick Eddy (AUS)            | DNS-4                  |
| 123                    | Jonas Iversby Hvideberg (NOR) | 60.                    |
| 124                    | Marius Mayrhofer (GER)        | 52.                    |
| 125                    | Frank van den Broek (NED)     | 16.                    |
| 126                    | Kevin Vermaerke (USA)         | 6.                     |

| TotalEnergies TEN | TotalEnergies TEN        | TotalEnergies TEN |
| ----------------- | ------------------------ | ----------------- |
| Nr.               | Fahrer                   | Platz             |
| 131               | Mathieu Burgaudeau (FRA) | 18.               |
| 132               | Fabien Grellier (FRA)    | 55.               |
| 133               | Émilien Jeannière (FRA)  | 49.               |
| 134               | Julien Simon (FRA)       | 33.               |
| 135               | Anthony Turgis (FRA)     | 43.               |
| 136               | Mattéo Vercher (FRA)     | 24.               |

| Tudor Pro Cycling Team TUD | Tudor Pro Cycling Team TUD  | Tudor Pro Cycling Team TUD |
| -------------------------- | --------------------------- | -------------------------- |
| Nr.                        | Fahrer                      | Platz                      |
| 141                        | Arvid de Kleijn (NED)       | 93.                        |
| 142                        | Nils Brun (SUI)             | 54.                        |
| 143                        | Miká Heming (GER)           | 64.                        |
| 144                        | Rick Pluimers (NED)         | 26.                        |
| 145                        | Sébastien Reichenbach (SUI) | 20.                        |
| 146                        | Maikel Zijlaard (NED)       | 94.                        |

| Q36.5 Pro Cycling Team Q36 | Q36.5 Pro Cycling Team Q36       | Q36.5 Pro Cycling Team Q36 |
| -------------------------- | -------------------------------- | -------------------------- |
| Nr.                        | Fahrer                           | Platz                      |
| 151                        | Gianluca Brambilla (ITA)         | 23.                        |
| 152                        | Corey Davis (USA)                | 74.                        |
| 153                        | Matteo Moschetti (ITA)           | 96.                        |
| 154                        | Nicolò Parisini (ITA)            | 71.                        |
| 155                        | Antonio Puppio (ITA)             | 103.                       |
| 156                        | Nickolas Zukowsky (CAN) (Straße) | DNS-3                      |

| Saris Rouvy Sauerland Team SVL | Saris Rouvy Sauerland Team SVL | Saris Rouvy Sauerland Team SVL |
| ------------------------------ | ------------------------------ | ------------------------------ |
| Nr.                            | Fahrer                         | Platz                          |
| 161                            | Dominik Bauer (GER)            | 107.                           |
| 162                            | Julian Borresch (GER)          | 83.                            |
| 163                            | Silas Köch (GER)               | 91.                            |
| 164                            | Jonathan Rottmann (GER)        | 104.                           |
| 165                            | Jan-Marc Temmen (GER)          | 89.                            |
| 166                            | Lennart Voege (GER)            | 88.                            |

| Bike Aid BAI | Bike Aid BAI             | Bike Aid BAI |
| ------------ | ------------------------ | ------------ |
| Nr.          | Fahrer                   | Platz        |
| 171          | Dawit Yemane (ERI)       | 65.          |
| 172          | Vinzent Dorn (GER)       | 22.          |
| 173          | Pirmin Eisenbarth (GER)  | 99.          |
| 174          | Oliver Mattheis (GER)    | 63.          |
| 175          | Philip Meiser (GER)      | 101.         |
| 176          | Jasper Levi Pahlke (GER) | 106.         |

| P&S Benotti PUS | P&S Benotti PUS        | P&S Benotti PUS |
| --------------- | ---------------------- | --------------- |
| Nr.             | Fahrer                 | Platz           |
| 181             | Tobias Nolde (GER)     | 85.             |
| 183             | Albert Gathemann (GER) | 100.            |
| 184             | Jannis Peter (GER)     | 58.             |
| 185             | Dominik Röber (GER)    | 66.             |
| 186             | Luke Wilk (GER)        | 87.             |

| Rad-Net Oßwald RNO | Rad-Net Oßwald RNO        | Rad-Net Oßwald RNO |
| ------------------ | ------------------------- | ------------------ |
| Nr.                | Fahrer                    | Platz              |
| 191                | Vincent John (GER)        | 86.                |
| 192                | Tobias Buck-Gramcko (GER) | 108.               |
| 193                | Moritz Czasa (GER)        | 105.               |
| 194                | Philipp Gebhardt (GER)    | DNF-4              |
| 195                | Luca Martin (GER)         | 90.                |
| 196                | Theo Reinhardt (GER)      | 98.                |

## Strecke
Die Rundfahrt besteht aus dem Prolog und vier Etappen. Der Prolog und die erste Etappe finden im Saarland statt, die übrigen Etappen in den Ländern Hessen, Nordrhein-Westfalen, Niedersachsen und Bremen. Das Profil der ersten drei Etappen wird als wellig eingestuft, die letzte Etappe gilt als flach. Die Gesamtlänge der Etappen soll 724 km betragen.
| Etappe    | Datum    | Etappenorte             | type            | Länge (km) | Höhenmeter (m) | Etappensieger     | Gesamtführender |
| --------- | -------- | ----------------------- | --------------- | ---------- | -------------- | ----------------- | --------------- |
| Prolog    | 23. Aug. | St. Wendel – St. Wendel | Prolog          | 2,3        | 15 m           | Ethan Vernon      | Ethan Vernon    |
| 1. Etappe | 24. Aug. | St. Wendel – Merzig     | Hügelige Etappe | 178        | 2.600 m        | Ilan Van Wilder   | Ilan Van Wilder |
| 2. Etappe | 25. Aug. | Kassel – Winterberg     | Hügelige Etappe | 190        | 3.293 m        | Gregor Mühlberger | Ilan Van Wilder |
| 3. Etappe | 26. Aug. | Arnsberg – Essen        | Hügelige Etappe | 174        | 2.154 m        | Madis Mihkels     | Ilan Van Wilder |
| 4. Etappe | 27. Aug. | Hannover – Bremen       | Flachetappe     | 180        | 455 m          | Arvid de Kleijn   | Ilan Van Wilder |

## Etappenverlauf und Ergebnisse

### Prolog
St. Wendel (Zeitfahren 2,2 km)
| \| Etappenergebnis \| Etappenergebnis \| Etappenergebnis \| Etappenergebnis \| Etappenergebnis \| \| Fahrer \| Fahrer \| Land \| Team \| Zeit \| \| --------------- \| ---------------- \| ---------------------- \| ------------------------ \| --------------- \| \| 1. \| Ethan Vernon \| Vereinigtes Königreich \| Soudal Quick-Step \| 2 min 23 s \| \| 2. \| Mads Pedersen \| Dänemark \| Lidl-Trek \| + 1 s \| \| 3. \| Maikel Zijlaard \| Niederlande \| Tudor Pro Cycling Team \| + 3 s \| \| 4. \| Danny van Poppel \| Niederlande \| Bora-Hansgrohe \| + 3 s \| \| 5. \| Nils Politt \| Deutschland \| Bora-Hansgrohe \| + 3 s \| \| 6. \| Jannik Steimle \| Deutschland \| Soudal Quick-Step \| + 4 s \| \| 7. \| Rasmus Tiller \| Norwegen \| Uno-X Pro Cycling Team \| + 5 s \| \| 8. \| Madis Mihkels \| Estland \| Intermarché-Circus-Wanty \| + 5 s \| \| 9. \| Sam Bennett \| Irland \| Bora-Hansgrohe \| + 5 s \| \| 10. \| Marco Haller \| Österreich \| Bora-Hansgrohe \| + 6 s \| |                  |                        |                          |            |
| |                  |                        |                          |            |
| Quelle: ProCyclingStats |                  |                        |                          |            |
| Etappenergebnis |                  |                        |                          |            |
| Fahrer | Fahrer           | Land                   | Team                     | Zeit       |
| 1. | Ethan Vernon     | Vereinigtes Königreich | Soudal Quick-Step        | 2 min 23 s |
| 2. | Mads Pedersen    | Dänemark               | Lidl-Trek                | + 1 s      |
| 3. | Maikel Zijlaard  | Niederlande            | Tudor Pro Cycling Team   | + 3 s      |
| 4. | Danny van Poppel | Niederlande            | Bora-Hansgrohe           | + 3 s      |
| 5. | Nils Politt      | Deutschland            | Bora-Hansgrohe           | + 3 s      |
| 6. | Jannik Steimle   | Deutschland            | Soudal Quick-Step        | + 4 s      |
| 7. | Rasmus Tiller    | Norwegen               | Uno-X Pro Cycling Team   | + 5 s      |
| 8. | Madis Mihkels    | Estland                | Intermarché-Circus-Wanty | + 5 s      |
| 9. | Sam Bennett      | Irland                 | Bora-Hansgrohe           | + 5 s      |
| 10. | Marco Haller     | Österreich             | Bora-Hansgrohe           | + 6 s      |

| \| Gesamtwertung \| Gesamtwertung \| Gesamtwertung \| Gesamtwertung \| Gesamtwertung \| \| Fahrer \| Fahrer \| Land \| Team \| Zeit \| \| ------------- \| ---------------- \| ---------------------- \| ------------------------ \| ------------- \| \| 1. \| Ethan Vernon \| Vereinigtes Königreich \| Soudal Quick-Step \| 2 min 23 s \| \| 2. \| Mads Pedersen \| Dänemark \| Lidl-Trek \| + 1 s \| \| 3. \| Maikel Zijlaard \| Niederlande \| Tudor Pro Cycling Team \| + 3 s \| \| 4. \| Danny van Poppel \| Niederlande \| Bora-Hansgrohe \| + 3 s \| \| 5. \| Nils Politt \| Deutschland \| Bora-Hansgrohe \| + 3 s \| \| 6. \| Jannik Steimle \| Deutschland \| Soudal Quick-Step \| + 4 s \| \| 7. \| Rasmus Tiller \| Norwegen \| Uno-X Pro Cycling Team \| + 5 s \| \| 8. \| Madis Mihkels \| Estland \| Intermarché-Circus-Wanty \| + 5 s \| \| 9. \| Sam Bennett \| Irland \| Bora-Hansgrohe \| + 5 s \| \| 10. \| Marco Haller \| Österreich \| Bora-Hansgrohe \| + 6 s \| |                  |                        |                          |            |
| |                  |                        |                          |            |
| Quelle: ProCyclingStats |                  |                        |                          |            |
| Gesamtwertung |                  |                        |                          |            |
| Fahrer | Fahrer           | Land                   | Team                     | Zeit       |
| 1. | Ethan Vernon     | Vereinigtes Königreich | Soudal Quick-Step        | 2 min 23 s |
| 2. | Mads Pedersen    | Dänemark               | Lidl-Trek                | + 1 s      |
| 3. | Maikel Zijlaard  | Niederlande            | Tudor Pro Cycling Team   | + 3 s      |
| 4. | Danny van Poppel | Niederlande            | Bora-Hansgrohe           | + 3 s      |
| 5. | Nils Politt      | Deutschland            | Bora-Hansgrohe           | + 3 s      |
| 6. | Jannik Steimle   | Deutschland            | Soudal Quick-Step        | + 4 s      |
| 7. | Rasmus Tiller    | Norwegen               | Uno-X Pro Cycling Team   | + 5 s      |
| 8. | Madis Mihkels    | Estland                | Intermarché-Circus-Wanty | + 5 s      |
| 9. | Sam Bennett      | Irland                 | Bora-Hansgrohe           | + 5 s      |
| 10. | Marco Haller     | Österreich             | Bora-Hansgrohe           | + 6 s      |

| Punktewertung | Punktewertung    | Punktewertung          | Punktewertung          | Punktewertung |
| Fahrer        | Fahrer           | Land                   | Team                   | Punkte        |
| ------------- | ---------------- | ---------------------- | ---------------------- | ------------- |
| 1.            | Ethan Vernon     | Vereinigtes Königreich | Soudal Quick-Step      | 15 P.         |
| 2.            | Mads Pedersen    | Dänemark               | Lidl-Trek              | 12 P.         |
| 3.            | Maikel Zijlaard  | Niederlande            | Tudor Pro Cycling Team | 9 P.          |
| 4.            | Danny van Poppel | Niederlande            | Bora-Hansgrohe         | 7 P.          |

| Nachwuchswertung | Nachwuchswertung | Nachwuchswertung       | Nachwuchswertung         | Nachwuchswertung |
| Fahrer           | Fahrer           | Land                   | Team                     | Zeit             |
| ---------------- | ---------------- | ---------------------- | ------------------------ | ---------------- |
| 1.               | Ethan Vernon     | Vereinigtes Königreich | Soudal Quick-Step        | 2 min 23 s       |
| 2.               | Maikel Zijlaard  | Niederlande            | Tudor Pro Cycling Team   | + 3 s            |
| 3.               | Madis Mihkels    | Estland                | Intermarché-Circus-Wanty | + 5 s            |

| Mannschaftswertung | Mannschaftswertung     | Mannschaftswertung | Mannschaftswertung |
| Team               | Team                   | Land               | Zeit               |
| ------------------ | ---------------------- | ------------------ | ------------------ |
| 1.                 | Soudal Quick-Step      | Belgien            | 7 min 19 s         |
| 2.                 | Bora-Hansgrohe         | Deutschland        | + 1 s              |
| 3.                 | Tudor Pro Cycling Team | Schweiz            | + 6 s              |

### 1. Etappe
St. Wendel–Merzig (178 km)
| \| Etappenergebnis \| Etappenergebnis \| Etappenergebnis \| Etappenergebnis \| Etappenergebnis \| \| Fahrer \| Fahrer \| Land \| Team \| Zeit \| \| --------------- \| ------------------- \| ---------------------- \| ------------------- \| --------------- \| \| 1. \| Ilan Van Wilder \| Belgien \| Soudal Quick-Step \| 4 h 17 min 39 s \| \| 2. \| Felix Großschartner \| Österreich \| UAE Team Emirates \| + 0 s \| \| 3. \| Pavel Sivakov \| Frankreich \| Ineos Grenadiers \| + 0 s \| \| 4. \| Kevin Vermaerke \| Vereinigte Staaten \| Team DSM-Firmenich \| + 3 s \| \| 5. \| Pello Bilbao \| Spanien \| Bahrain Victorious \| + 3 s \| \| 6. \| Dylan Teuns \| Belgien \| Israel-Premier Tech \| + 3 s \| \| 7. \| Danny van Poppel \| Niederlande \| Bora-Hansgrohe \| + 10 s \| \| 8. \| Ethan Vernon \| Vereinigtes Königreich \| Soudal Quick-Step \| + 10 s \| \| 9. \| Nikias Arndt \| Deutschland \| Bahrain Victorious \| + 10 s \| \| 10. \| Alex Kirsch \| Luxemburg \| Lidl-Trek \| + 10 s \| |                     |                        |                     |                 |
| |                     |                        |                     |                 |
| Quelle: ProCyclingStats |                     |                        |                     |                 |
| Etappenergebnis |                     |                        |                     |                 |
| Fahrer | Fahrer              | Land                   | Team                | Zeit            |
| 1. | Ilan Van Wilder     | Belgien                | Soudal Quick-Step   | 4 h 17 min 39 s |
| 2. | Felix Großschartner | Österreich             | UAE Team Emirates   | + 0 s           |
| 3. | Pavel Sivakov       | Frankreich             | Ineos Grenadiers    | + 0 s           |
| 4. | Kevin Vermaerke     | Vereinigte Staaten     | Team DSM-Firmenich  | + 3 s           |
| 5. | Pello Bilbao        | Spanien                | Bahrain Victorious  | + 3 s           |
| 6. | Dylan Teuns         | Belgien                | Israel-Premier Tech | + 3 s           |
| 7. | Danny van Poppel    | Niederlande            | Bora-Hansgrohe      | + 10 s          |
| 8. | Ethan Vernon        | Vereinigtes Königreich | Soudal Quick-Step   | + 10 s          |
| 9. | Nikias Arndt        | Deutschland            | Bahrain Victorious  | + 10 s          |
| 10. | Alex Kirsch         | Luxemburg              | Lidl-Trek           | + 10 s          |

| \| Gesamtwertung \| Gesamtwertung \| Gesamtwertung \| Gesamtwertung \| Gesamtwertung \| \| Fahrer \| Fahrer \| Land \| Team \| Zeit \| \| ------------- \| ------------------- \| ---------------------- \| ---------------------- \| --------------- \| \| 1. \| Ilan Van Wilder \| Belgien \| Soudal Quick-Step \| 4 h 19 min 56 s \| \| 2. \| Felix Großschartner \| Österreich \| UAE Team Emirates \| + 9 s \| \| 3. \| Pavel Sivakov \| Frankreich \| Ineos Grenadiers \| + 10 s \| \| 4. \| Ethan Vernon \| Vereinigtes Königreich \| Soudal Quick-Step \| + 16 s \| \| 5. \| Danny van Poppel \| Niederlande \| Bora-Hansgrohe \| + 19 s \| \| 6. \| Nils Politt \| Deutschland \| Bora-Hansgrohe \| + 19 s \| \| 7. \| Pello Bilbao \| Spanien \| Bahrain Victorious \| + 20 s \| \| 8. \| Kevin Vermaerke \| Vereinigte Staaten \| Team DSM-Firmenich \| + 21 s \| \| 9. \| Dylan Teuns \| Belgien \| Israel-Premier Tech \| + 21 s \| \| 10. \| Rasmus Tiller \| Norwegen \| Uno-X Pro Cycling Team \| + 21 s \| |                     |                        |                        |                 |
| |                     |                        |                        |                 |
| Quelle: ProCyclingStats |                     |                        |                        |                 |
| Gesamtwertung |                     |                        |                        |                 |
| Fahrer | Fahrer              | Land                   | Team                   | Zeit            |
| 1. | Ilan Van Wilder     | Belgien                | Soudal Quick-Step      | 4 h 19 min 56 s |
| 2. | Felix Großschartner | Österreich             | UAE Team Emirates      | + 9 s           |
| 3. | Pavel Sivakov       | Frankreich             | Ineos Grenadiers       | + 10 s          |
| 4. | Ethan Vernon        | Vereinigtes Königreich | Soudal Quick-Step      | + 16 s          |
| 5. | Danny van Poppel    | Niederlande            | Bora-Hansgrohe         | + 19 s          |
| 6. | Nils Politt         | Deutschland            | Bora-Hansgrohe         | + 19 s          |
| 7. | Pello Bilbao        | Spanien                | Bahrain Victorious     | + 20 s          |
| 8. | Kevin Vermaerke     | Vereinigte Staaten     | Team DSM-Firmenich     | + 21 s          |
| 9. | Dylan Teuns         | Belgien                | Israel-Premier Tech    | + 21 s          |
| 10. | Rasmus Tiller       | Norwegen               | Uno-X Pro Cycling Team | + 21 s          |

| Punktewertung | Punktewertung       | Punktewertung          | Punktewertung     | Punktewertung |
| Fahrer        | Fahrer              | Land                   | Team              | Punkte        |
| ------------- | ------------------- | ---------------------- | ----------------- | ------------- |
| 1.            | Ethan Vernon        | Vereinigtes Königreich | Soudal Quick-Step | 18 P.         |
| 2.            | Ilan Van Wilder     | Belgien                | Soudal Quick-Step | 15 P.         |
| 3.            | Felix Großschartner | Österreich             | UAE Team Emirates | 12 P.         |
| 4.            | Mads Pedersen       | Dänemark               | Lidl-Trek         | 12 P.         |

| Bergwertung | Bergwertung                | Bergwertung | Bergwertung            | Bergwertung |
| Fahrer      | Fahrer                     | Land        | Team                   | Punkte      |
| ----------- | -------------------------- | ----------- | ---------------------- | ----------- |
| 1.          | Harm Vanhoucke             | Belgien     | Lotto Dstny            | 6 P.        |
| 2.          | Vincent John               | Deutschland | Rad-Net Oßwald         | 4 P.        |
| 3.          | Anders Halland Johannessen | Norwegen    | Uno-X Pro Cycling Team | 3 P.        |

| Nachwuchswertung | Nachwuchswertung | Nachwuchswertung       | Nachwuchswertung   | Nachwuchswertung |
| Fahrer           | Fahrer           | Land                   | Team               | Zeit             |
| ---------------- | ---------------- | ---------------------- | ------------------ | ---------------- |
| 1.               | Ilan Van Wilder  | Belgien                | Soudal Quick-Step  | 4 h 19 min 56 s  |
| 2.               | Ethan Vernon     | Vereinigtes Königreich | Soudal Quick-Step  | + 16 s           |
| 3.               | Kevin Vermaerke  | Vereinigte Staaten     | Team DSM-Firmenich | + 21 s           |

| Mannschaftswertung | Mannschaftswertung | Mannschaftswertung           | Mannschaftswertung |
| Team               | Team               | Land                         | Zeit               |
| ------------------ | ------------------ | ---------------------------- | ------------------ |
| 1.                 | Soudal Quick-Step  | Belgien                      | 13 h 00 min 36 s   |
| 2.                 | Bora-Hansgrohe     | Deutschland                  | + 11 s             |
| 3.                 | UAE Team Emirates  | Vereinigte Arabische Emirate | + 15 s             |

### 2. Etappe
Kassel–Winterberg (190 km)
| \| Etappenergebnis \| Etappenergebnis \| Etappenergebnis \| Etappenergebnis \| Etappenergebnis \| \| Fahrer \| Fahrer \| Land \| Team \| Zeit \| \| --------------- \| ----------------- \| ------------------ \| ------------------------ \| --------------- \| \| 1. \| Gregor Mühlberger \| Österreich \| Movistar Team \| 4 h 59 min 51 s \| \| 2. \| Alex Aranburu \| Spanien \| Movistar Team \| + 10 s \| \| 3. \| Kevin Vermaerke \| Vereinigte Staaten \| Team DSM-Firmenich \| + 10 s \| \| 4. \| Pavel Sivakov \| Frankreich \| Ineos Grenadiers \| + 10 s \| \| 5. \| Ilan Van Wilder \| Belgien \| Soudal Quick-Step \| + 10 s \| \| 6. \| Danny van Poppel \| Niederlande \| Bora-Hansgrohe \| + 10 s \| \| 7. \| Nils Politt \| Deutschland \| Bora-Hansgrohe \| + 10 s \| \| 8. \| Georg Zimmermann \| Deutschland \| Intermarché-Circus-Wanty \| + 10 s \| \| 9. \| Rasmus Tiller \| Norwegen \| Uno-X Pro Cycling Team \| + 10 s \| \| 10. \| Mathias Vacek \| Tschechien \| Lidl-Trek \| + 10 s \| |                   |                    |                          |                 |
| |                   |                    |                          |                 |
| Quelle: ProCyclingStats |                   |                    |                          |                 |
| Etappenergebnis |                   |                    |                          |                 |
| Fahrer | Fahrer            | Land               | Team                     | Zeit            |
| 1. | Gregor Mühlberger | Österreich         | Movistar Team            | 4 h 59 min 51 s |
| 2. | Alex Aranburu     | Spanien            | Movistar Team            | + 10 s          |
| 3. | Kevin Vermaerke   | Vereinigte Staaten | Team DSM-Firmenich       | + 10 s          |
| 4. | Pavel Sivakov     | Frankreich         | Ineos Grenadiers         | + 10 s          |
| 5. | Ilan Van Wilder   | Belgien            | Soudal Quick-Step        | + 10 s          |
| 6. | Danny van Poppel  | Niederlande        | Bora-Hansgrohe           | + 10 s          |
| 7. | Nils Politt       | Deutschland        | Bora-Hansgrohe           | + 10 s          |
| 8. | Georg Zimmermann  | Deutschland        | Intermarché-Circus-Wanty | + 10 s          |
| 9. | Rasmus Tiller     | Norwegen           | Uno-X Pro Cycling Team   | + 10 s          |
| 10. | Mathias Vacek     | Tschechien         | Lidl-Trek                | + 10 s          |

| \| Gesamtwertung \| Gesamtwertung \| Gesamtwertung \| Gesamtwertung \| Gesamtwertung \| \| Fahrer \| Fahrer \| Land \| Team \| Zeit \| \| ------------- \| ------------------- \| ------------------ \| ---------------------- \| --------------- \| \| 1. \| Ilan Van Wilder \| Belgien \| Soudal Quick-Step \| 9 h 19 min 54 s \| \| 2. \| Felix Großschartner \| Österreich \| UAE Team Emirates \| + 11 s \| \| 3. \| Pavel Sivakov \| Frankreich \| Ineos Grenadiers \| + 13 s \| \| 4. \| Kevin Vermaerke \| Vereinigte Staaten \| Team DSM-Firmenich \| + 18 s \| \| 5. \| Alex Aranburu \| Spanien \| Movistar Team \| + 19 s \| \| 6. \| Danny van Poppel \| Niederlande \| Bora-Hansgrohe \| + 22 s \| \| 7. \| Nils Politt \| Deutschland \| Bora-Hansgrohe \| + 22 s \| \| 8. \| Pello Bilbao \| Spanien \| Bahrain Victorious \| + 23 s \| \| 9. \| Dylan Teuns \| Belgien \| Israel-Premier Tech \| + 24 s \| \| 10. \| Rasmus Tiller \| Norwegen \| Uno-X Pro Cycling Team \| + 24 s \| |                     |                    |                        |                 |
| |                     |                    |                        |                 |
| Quelle: ProCyclingStats |                     |                    |                        |                 |
| Gesamtwertung |                     |                    |                        |                 |
| Fahrer | Fahrer              | Land               | Team                   | Zeit            |
| 1. | Ilan Van Wilder     | Belgien            | Soudal Quick-Step      | 9 h 19 min 54 s |
| 2. | Felix Großschartner | Österreich         | UAE Team Emirates      | + 11 s          |
| 3. | Pavel Sivakov       | Frankreich         | Ineos Grenadiers       | + 13 s          |
| 4. | Kevin Vermaerke     | Vereinigte Staaten | Team DSM-Firmenich     | + 18 s          |
| 5. | Alex Aranburu       | Spanien            | Movistar Team          | + 19 s          |
| 6. | Danny van Poppel    | Niederlande        | Bora-Hansgrohe         | + 22 s          |
| 7. | Nils Politt         | Deutschland        | Bora-Hansgrohe         | + 22 s          |
| 8. | Pello Bilbao        | Spanien            | Bahrain Victorious     | + 23 s          |
| 9. | Dylan Teuns         | Belgien            | Israel-Premier Tech    | + 24 s          |
| 10. | Rasmus Tiller       | Norwegen           | Uno-X Pro Cycling Team | + 24 s          |

| Punktewertung | Punktewertung    | Punktewertung          | Punktewertung      | Punktewertung |
| Fahrer        | Fahrer           | Land                   | Team               | Punkte        |
| ------------- | ---------------- | ---------------------- | ------------------ | ------------- |
| 1.            | Ilan Van Wilder  | Belgien                | Soudal Quick-Step  | 21 P.         |
| 2.            | Ethan Vernon     | Vereinigtes Königreich | Soudal Quick-Step  | 20 P.         |
| 3.            | Pavel Sivakov    | Frankreich             | Ineos Grenadiers   | 16 P.         |
| 4.            | Kevin Vermaerke  | Vereinigte Staaten     | Team DSM-Firmenich | 16 P.         |
| 5.            | Danny van Poppel | Niederlande            | Bora-Hansgrohe     | 16 P.         |

| Bergwertung | Bergwertung                | Bergwertung | Bergwertung            | Bergwertung |
| Fahrer      | Fahrer                     | Land        | Team                   | Punkte      |
| ----------- | -------------------------- | ----------- | ---------------------- | ----------- |
| 1.          | Harm Vanhoucke             | Belgien     | Lotto Dstny            | 7 P.        |
| 2.          | Vincent John               | Deutschland | Rad-Net Oßwald         | 4 P.        |
| 3.          | Anders Halland Johannessen | Norwegen    | Uno-X Pro Cycling Team | 3 P.        |

| Nachwuchswertung | Nachwuchswertung | Nachwuchswertung   | Nachwuchswertung   | Nachwuchswertung |
| Fahrer           | Fahrer           | Land               | Team               | Zeit             |
| ---------------- | ---------------- | ------------------ | ------------------ | ---------------- |
| 1.               | Ilan Van Wilder  | Belgien            | Soudal Quick-Step  | 9 h 19 min 54 s  |
| 2.               | Kevin Vermaerke  | Vereinigte Staaten | Team DSM-Firmenich | + 18 s           |
| 3.               | Brandon McNulty  | Vereinigte Staaten | UAE Team Emirates  | + 27 s           |

| Mannschaftswertung | Mannschaftswertung | Mannschaftswertung           | Mannschaftswertung |
| Team               | Team               | Land                         | Zeit               |
| ------------------ | ------------------ | ---------------------------- | ------------------ |
| 1.                 | UAE Team Emirates  | Vereinigte Arabische Emirate | 38 h 00 min 00 s   |
| 2.                 | Team DSM-Firmenich | Niederlande                  | + 8 s              |
| 3.                 | Movistar Team      | Spanien                      | + 11 s             |

### 3. Etappe
Arnsberg–Essen (174 km)
| \| Etappenergebnis \| Etappenergebnis \| Etappenergebnis \| Etappenergebnis \| Etappenergebnis \| \| Fahrer \| Fahrer \| Land \| Team \| Zeit \| \| --------------- \| ------------------ \| ---------------------- \| ------------------------ \| --------------- \| \| 1. \| Madis Mihkels \| Estland \| Intermarché-Circus-Wanty \| 3 h 59 min 49 s \| \| 2. \| Danny van Poppel \| Niederlande \| Bora-Hansgrohe \| + 0 s \| \| 3. \| Quinten Hermans \| Belgien \| Alpecin-Deceuninck \| + 0 s \| \| 4. \| Phil Bauhaus \| Deutschland \| Bahrain Victorious \| + 0 s \| \| 5. \| Ethan Vernon \| Vereinigtes Königreich \| Soudal Quick-Step \| + 0 s \| \| 6. \| Émilien Jeannière \| Frankreich \| TotalEnergies \| + 0 s \| \| 7. \| Alex Aranburu \| Spanien \| Movistar Team \| + 0 s \| \| 8. \| Rick Zabel \| Deutschland \| Israel-Premier Tech \| + 0 s \| \| 9. \| Mads Pedersen \| Dänemark \| Lidl-Trek \| + 0 s \| \| 10. \| Gianluca Brambilla \| Italien \| Q36.5 Pro Cycling Team \| + 0 s \| |                    |                        |                          |                 |
| |                    |                        |                          |                 |
| Quelle: ProCyclingStats |                    |                        |                          |                 |
| Etappenergebnis |                    |                        |                          |                 |
| Fahrer | Fahrer             | Land                   | Team                     | Zeit            |
| 1. | Madis Mihkels      | Estland                | Intermarché-Circus-Wanty | 3 h 59 min 49 s |
| 2. | Danny van Poppel   | Niederlande            | Bora-Hansgrohe           | + 0 s           |
| 3. | Quinten Hermans    | Belgien                | Alpecin-Deceuninck       | + 0 s           |
| 4. | Phil Bauhaus       | Deutschland            | Bahrain Victorious       | + 0 s           |
| 5. | Ethan Vernon       | Vereinigtes Königreich | Soudal Quick-Step        | + 0 s           |
| 6. | Émilien Jeannière  | Frankreich             | TotalEnergies            | + 0 s           |
| 7. | Alex Aranburu      | Spanien                | Movistar Team            | + 0 s           |
| 8. | Rick Zabel         | Deutschland            | Israel-Premier Tech      | + 0 s           |
| 9. | Mads Pedersen      | Dänemark               | Lidl-Trek                | + 0 s           |
| 10. | Gianluca Brambilla | Italien                | Q36.5 Pro Cycling Team   | + 0 s           |

| \| Gesamtwertung \| Gesamtwertung \| Gesamtwertung \| Gesamtwertung \| Gesamtwertung \| \| Fahrer \| Fahrer \| Land \| Team \| Zeit \| \| ------------- \| ------------------- \| ------------------ \| ---------------------- \| ---------------- \| \| 1. \| Ilan Van Wilder \| Belgien \| Soudal Quick-Step \| 13 h 19 min 46 s \| \| 2. \| Felix Großschartner \| Österreich \| UAE Team Emirates \| + 11 s \| \| 3. \| Pavel Sivakov \| Frankreich \| Ineos Grenadiers \| + 13 s \| \| 4. \| Danny van Poppel \| Niederlande \| Bora-Hansgrohe \| + 16 s \| \| 5. \| Alex Aranburu \| Spanien \| Movistar Team \| + 17 s \| \| 6. \| Kevin Vermaerke \| Vereinigte Staaten \| Team DSM-Firmenich \| + 18 s \| \| 7. \| Rasmus Tiller \| Norwegen \| Uno-X Pro Cycling Team \| + 21 s \| \| 8. \| Nils Politt \| Deutschland \| Bora-Hansgrohe \| + 22 s \| \| 9. \| Dylan Teuns \| Belgien \| Israel-Premier Tech \| + 23 s \| \| 10. \| Quinten Hermans \| Belgien \| Alpecin-Deceuninck \| + 23 s \| |                     |                    |                        |                  |
| |                     |                    |                        |                  |
| Quelle: ProCyclingStats |                     |                    |                        |                  |
| Gesamtwertung |                     |                    |                        |                  |
| Fahrer | Fahrer              | Land               | Team                   | Zeit             |
| 1. | Ilan Van Wilder     | Belgien            | Soudal Quick-Step      | 13 h 19 min 46 s |
| 2. | Felix Großschartner | Österreich         | UAE Team Emirates      | + 11 s           |
| 3. | Pavel Sivakov       | Frankreich         | Ineos Grenadiers       | + 13 s           |
| 4. | Danny van Poppel    | Niederlande        | Bora-Hansgrohe         | + 16 s           |
| 5. | Alex Aranburu       | Spanien            | Movistar Team          | + 17 s           |
| 6. | Kevin Vermaerke     | Vereinigte Staaten | Team DSM-Firmenich     | + 18 s           |
| 7. | Rasmus Tiller       | Norwegen           | Uno-X Pro Cycling Team | + 21 s           |
| 8. | Nils Politt         | Deutschland        | Bora-Hansgrohe         | + 22 s           |
| 9. | Dylan Teuns         | Belgien            | Israel-Premier Tech    | + 23 s           |
| 10. | Quinten Hermans     | Belgien            | Alpecin-Deceuninck     | + 23 s           |

| Punktewertung | Punktewertung    | Punktewertung          | Punktewertung     | Punktewertung |
| Fahrer        | Fahrer           | Land                   | Team              | Punkte        |
| ------------- | ---------------- | ---------------------- | ----------------- | ------------- |
| 1.            | Ethan Vernon     | Vereinigtes Königreich | Soudal Quick-Step | 29 P.         |
| 2.            | Danny van Poppel | Niederlande            | Bora-Hansgrohe    | 28 P.         |
| 3.            | Ilan Van Wilder  | Belgien                | Soudal Quick-Step | 21 P.         |

| Bergwertung | Bergwertung    | Bergwertung | Bergwertung        | Bergwertung |
| Fahrer      | Fahrer         | Land        | Team               | Punkte      |
| ----------- | -------------- | ----------- | ------------------ | ----------- |
| 1.          | Harm Vanhoucke | Belgien     | Lotto Dstny        | 7 P.        |
| 2.          | Florian Stork  | Deutschland | Team DSM-Firmenich | 5 P.        |
| 3.          | Vincent John   | Deutschland | Rad-Net Oßwald     | 4 P.        |

| Nachwuchswertung | Nachwuchswertung | Nachwuchswertung   | Nachwuchswertung   | Nachwuchswertung |
| Fahrer           | Fahrer           | Land               | Team               | Zeit             |
| ---------------- | ---------------- | ------------------ | ------------------ | ---------------- |
| 1.               | Ilan Van Wilder  | Belgien            | Soudal Quick-Step  | 13 h 19 min 46 s |
| 2.               | Kevin Vermaerke  | Vereinigte Staaten | Team DSM-Firmenich | + 18 s           |
| 3.               | Brandon McNulty  | Vereinigte Staaten | UAE Team Emirates  | + 27 s           |

| Mannschaftswertung | Mannschaftswertung | Mannschaftswertung           | Mannschaftswertung |
| Team               | Team               | Land                         | Zeit               |
| ------------------ | ------------------ | ---------------------------- | ------------------ |
| 1.                 | UAE Team Emirates  | Vereinigte Arabische Emirate | 40 h 00 min 21 s   |
| 2.                 | Team DSM-Firmenich | Niederlande                  | + 8 s              |
| 3.                 | Movistar Team      | Spanien                      | + 11 s             |

### 4. Etappe
Hannover–Bremen (180 km)
| \| Etappenergebnis \| Etappenergebnis \| Etappenergebnis \| Etappenergebnis \| Etappenergebnis \| \| Fahrer \| Fahrer \| Land \| Team \| Zeit \| \| --------------- \| ------------------ \| ---------------------- \| ---------------------- \| --------------- \| \| 1. \| Arvid de Kleijn \| Niederlande \| Tudor Pro Cycling Team \| 3 h 41 min 35 s \| \| 2. \| Phil Bauhaus \| Deutschland \| Bahrain Victorious \| + 0 s \| \| 3. \| Marius Mayrhofer \| Deutschland \| Team DSM-Firmenich \| + 0 s \| \| 4. \| Émilien Jeannière \| Frankreich \| TotalEnergies \| + 0 s \| \| 5. \| Rüdiger Selig \| Deutschland \| Lotto Dstny \| + 0 s \| \| 6. \| Ethan Vernon \| Vereinigtes Königreich \| Soudal Quick-Step \| + 0 s \| \| 7. \| Pascal Ackermann \| Deutschland \| UAE Team Emirates \| + 0 s \| \| 8. \| Matteo Moschetti \| Italien \| Q36.5 Pro Cycling Team \| + 0 s \| \| 9. \| Sam Bennett \| Irland \| Bora-Hansgrohe \| + 0 s \| \| 10. \| Natnael Tesfatsion \| Eritrea \| Lidl-Trek \| + 0 s \| |                    |                        |                        |                 |
| |                    |                        |                        |                 |
| Quelle: ProCyclingStats |                    |                        |                        |                 |
| Etappenergebnis |                    |                        |                        |                 |
| Fahrer | Fahrer             | Land                   | Team                   | Zeit            |
| 1. | Arvid de Kleijn    | Niederlande            | Tudor Pro Cycling Team | 3 h 41 min 35 s |
| 2. | Phil Bauhaus       | Deutschland            | Bahrain Victorious     | + 0 s           |
| 3. | Marius Mayrhofer   | Deutschland            | Team DSM-Firmenich     | + 0 s           |
| 4. | Émilien Jeannière  | Frankreich             | TotalEnergies          | + 0 s           |
| 5. | Rüdiger Selig      | Deutschland            | Lotto Dstny            | + 0 s           |
| 6. | Ethan Vernon       | Vereinigtes Königreich | Soudal Quick-Step      | + 0 s           |
| 7. | Pascal Ackermann   | Deutschland            | UAE Team Emirates      | + 0 s           |
| 8. | Matteo Moschetti   | Italien                | Q36.5 Pro Cycling Team | + 0 s           |
| 9. | Sam Bennett        | Irland                 | Bora-Hansgrohe         | + 0 s           |
| 10. | Natnael Tesfatsion | Eritrea                | Lidl-Trek              | + 0 s           |

| \| Gesamtwertung \| Gesamtwertung \| Gesamtwertung \| Gesamtwertung \| Gesamtwertung \| \| Fahrer \| Fahrer \| Land \| Team \| Zeit \| \| ------------- \| ------------------- \| ------------------ \| ---------------------- \| ---------------- \| \| 1. \| Ilan Van Wilder \| Belgien \| Soudal Quick-Step \| 17 h 01 min 18 s \| \| 2. \| Felix Großschartner \| Österreich \| UAE Team Emirates \| + 11 s \| \| 3. \| Danny van Poppel \| Niederlande \| Bora-Hansgrohe \| + 13 s \| \| 4. \| Pavel Sivakov \| Frankreich \| Ineos Grenadiers \| + 13 s \| \| 5. \| Alex Aranburu \| Spanien \| Movistar Team \| + 17 s \| \| 6. \| Kevin Vermaerke \| Vereinigte Staaten \| Team DSM-Firmenich \| + 18 s \| \| 7. \| Rasmus Tiller \| Norwegen \| Uno-X Pro Cycling Team \| + 20 s \| \| 8. \| Quinten Hermans \| Belgien \| Alpecin-Deceuninck \| + 21 s \| \| 9. \| Nils Politt \| Deutschland \| Bora-Hansgrohe \| + 22 s \| \| 10. \| Dylan Teuns \| Belgien \| Israel-Premier Tech \| + 23 s \| |                     |                    |                        |                  |
| |                     |                    |                        |                  |
| Quelle: ProCyclingStats |                     |                    |                        |                  |
| Gesamtwertung |                     |                    |                        |                  |
| Fahrer | Fahrer              | Land               | Team                   | Zeit             |
| 1. | Ilan Van Wilder     | Belgien            | Soudal Quick-Step      | 17 h 01 min 18 s |
| 2. | Felix Großschartner | Österreich         | UAE Team Emirates      | + 11 s           |
| 3. | Danny van Poppel    | Niederlande        | Bora-Hansgrohe         | + 13 s           |
| 4. | Pavel Sivakov       | Frankreich         | Ineos Grenadiers       | + 13 s           |
| 5. | Alex Aranburu       | Spanien            | Movistar Team          | + 17 s           |
| 6. | Kevin Vermaerke     | Vereinigte Staaten | Team DSM-Firmenich     | + 18 s           |
| 7. | Rasmus Tiller       | Norwegen           | Uno-X Pro Cycling Team | + 20 s           |
| 8. | Quinten Hermans     | Belgien            | Alpecin-Deceuninck     | + 21 s           |
| 9. | Nils Politt         | Deutschland        | Bora-Hansgrohe         | + 22 s           |
| 10. | Dylan Teuns         | Belgien            | Israel-Premier Tech    | + 23 s           |

| Punktewertung | Punktewertung    | Punktewertung          | Punktewertung     | Punktewertung |
| Fahrer        | Fahrer           | Land                   | Team              | Punkte        |
| ------------- | ---------------- | ---------------------- | ----------------- | ------------- |
| 1.            | Ethan Vernon     | Vereinigtes Königreich | Soudal Quick-Step | 39 P.         |
| 2.            | Danny van Poppel | Niederlande            | Bora-Hansgrohe    | 28 P.         |
| 3.            | Ilan Van Wilder  | Belgien                | Soudal Quick-Step | 21 P.         |

| Bergwertung | Bergwertung    | Bergwertung | Bergwertung        | Bergwertung |
| Fahrer      | Fahrer         | Land        | Team               | Punkte      |
| ----------- | -------------- | ----------- | ------------------ | ----------- |
| 1.          | Harm Vanhoucke | Belgien     | Lotto Dstny        | 7 P.        |
| 2.          | Florian Stork  | Deutschland | Team DSM-Firmenich | 5 P.        |
| 3.          | Vincent John   | Deutschland | Rad-Net Oßwald     | 4 P.        |

| Nachwuchswertung | Nachwuchswertung | Nachwuchswertung   | Nachwuchswertung   | Nachwuchswertung |
| Fahrer           | Fahrer           | Land               | Team               | Zeit             |
| ---------------- | ---------------- | ------------------ | ------------------ | ---------------- |
| 1.               | Ilan Van Wilder  | Belgien            | Soudal Quick-Step  | 17 h 01 min 18 s |
| 2.               | Kevin Vermaerke  | Vereinigte Staaten | Team DSM-Firmenich | + 18 s           |
| 3.               | Brandon McNulty  | Vereinigte Staaten | UAE Team Emirates  | + 27 s           |

| Mannschaftswertung | Mannschaftswertung | Mannschaftswertung           | Mannschaftswertung |
| Team               | Team               | Land                         | Zeit               |
| ------------------ | ------------------ | ---------------------------- | ------------------ |
| 1.                 | UAE Team Emirates  | Vereinigte Arabische Emirate | 51 h 05 min 06 s   |
| 2.                 | Team DSM-Firmenich | Niederlande                  | + 8 s              |
| 3.                 | Movistar Team      | Spanien                      | + 11 s             |

## Wertungen und Tourverlauf
| Etappe    |                 | Sieger _          | Gesamtwertung   | Punktewertung   | Bergwertung    | Nachwuchswertung | Teamwertung _     |
| --------- | --------------- | ----------------- | --------------- | --------------- | -------------- | ---------------- | ----------------- |
| Prolog    | Prolog          | Ethan Vernon      | Ethan Vernon    | Ethan Vernon    | nicht vergeben | Ethan Vernon     | Soudal Quick-Step |
| 1. Etappe | Hügelige Etappe | Ilan Van Wilder   | Ilan Van Wilder | Ethan Vernon    | Harm Vanhoucke | Ilan Van Wilder  | Soudal Quick-Step |
| 2. Etappe | Hügelige Etappe | Gregor Mühlberger | Ilan Van Wilder | Ilan Van Wilder | Harm Vanhoucke | Ilan Van Wilder  | UAE Team Emirates |
| 3. Etappe | Hügelige Etappe | Madis Mihkels     | Ilan Van Wilder | Ethan Vernon    | Harm Vanhoucke | Ilan Van Wilder  | UAE Team Emirates |
| 4. Etappe | Flachetappe     | Arvid de Kleijn   | Ilan Van Wilder | Ethan Vernon    | Harm Vanhoucke | Ilan Van Wilder  | UAE Team Emirates |
| Endstand  | Endstand        |                   | Ilan Van Wilder | Ethan Vernon    | Harm Vanhoucke | Ilan Van Wilder  | UAE Team Emirates |

## Reglement
Die Deutschland Tour wurde nach dem Reglement der Union Cycliste Internationale für Etappenrennen ausgetragen, ergänzt um das Sonderreglement des Veranstalters.
- Die Gesamtwertung ergab sich aus der Addition der gefahrenen Zeiten abzüglich von 10, 6 und 4 Sekunden Bonifikation für die ersten drei einer jeden Etappe. Zusätzlich gab es bei jeder Etappe in einer Bonuswertung (nicht zu verwechseln mit den Zwischensprints der Punktewertung) 3, 2 und 1 Sekunden Zeitbonifikation. Der Führende der Gesamtwertung trug das Rote Trikot.
- Die Punktewertung ergab sich aus der Addition der Punkte im Ziel jeder Etappe (15, 12, 9, 7, 6, 5, 4, 3, 2 und 1 Punkte) und jeweils zwei Zwischensprints (5, 3 und 1 Punkte) – nicht zu verwechseln mit der Bonuswertung. Der Führende in der Punktewertung trug das Grüne Trikot.
- Die Bergwertung ergab sich aus der Addition der Punkte, die für die ersten der Überfahrt an den kategorisierten Anstiegen vergeben wurden, bzw. für den zeitschnellsten Fahrer an der Steigung des Prologs. Bei den Bergwertungen der 1. Kategorie wurden 5, 3 und 1 Punkt, bei denen der 2. Kategorie 3, 2 und 1 Punkt vergeben. Der Führende in der Bergwertung trug das Blaue Trikot.
- Auf Basis der Gesamtwertung wurde die Nachwuchswertung der Fahrer, die ab dem 1. Januar 1997 geboren wurden, ermittelt.
- Die Mannschaftswertung ergab sich aus der Addition der Zeiten der drei besten Fahrer eines Teams im Prolog und den Etappen.
- Der Prolog durfte nicht mit Zeitfahrmaschinen bestritten wurden, sondern nur mit Rennrädern, wie sie auch für Massenstartetappen zulässig sind.
- Die Gesamthöhe der Preisgelder betrug 73.365 €. Darunter entfielen insgesamt 61.365 € auf Preisgelder für Platzierungen auf den Tagesabschnitten und in der Gesamtwertung, z. B. 1.810 € für den Prologsieger, je 3.615 € für die Etappensieger und 8.135 € für den Gesamtsieger. Hinzu kommen jeweils 3.000 € für die Sieger der Punktewertung, Bergwertung, Nachwuchswertung und Mannschaftswertung.

## Fernsehübertragung
Das Radrennen wurde wie in den Vorjahren von ARD und ZDF übertragen, der Prolog und die erste Etappe bei den Regionalsendern SR und SWR.